# Taxonomia linneană

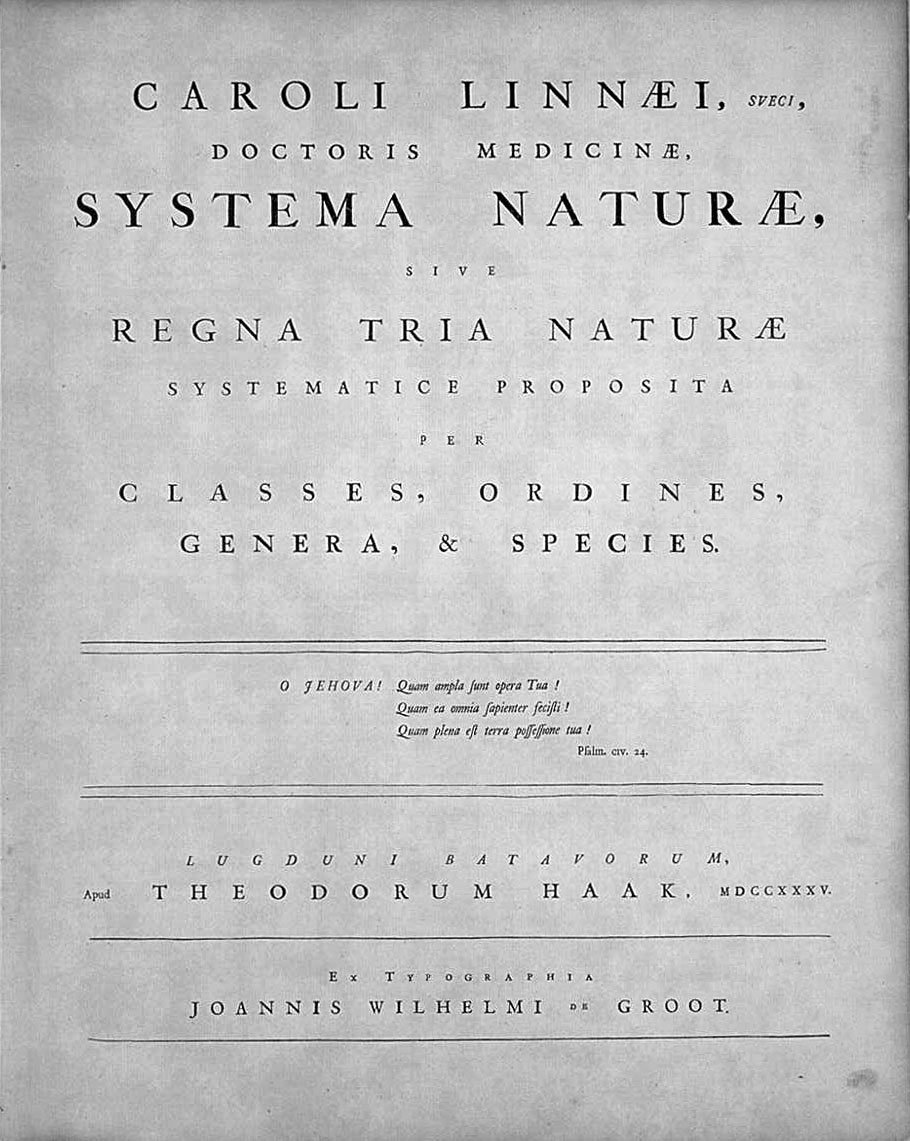
Pagin de titlu Systema Naturae, Leiden, 1735

Taxonomia linneană este un concept de clasificare a organismelor vii elaborat de savantul suedez Carl von Linné (Carolus Linnaeus) în secolul al XVII-lea, de unde îi provine denumirea. C. Linnaeus a publicat mai multe lucrări, inclusiv Systema Naturae, în care a împărțit organismele vii în două regnuri: regnul animal și regnul vegetal. Regnurile erau împărțite în clase, ordine, familii, genuri și specii. C. Linnaeus a introdus sistemul binomial sau nomenclatura binară. Conform acestei nomenclaturi fiecărei specii i se atribuie un nume latin sau latinizat format din două cuvinte: primul reprezintă numele de gen, iar cel de-al doilea numele de specie.

## Taxonomie
C. Linnaeus a împărțit natura (Imperium Naturae) în trei regnuri: regnul vegetal (plantele și ciupercile), regnul animal (animalele) și regnul mineral (mineralele, toate corpurile naturale nevii).

### Regnul animal
Dintre toate regnurile linneene, numai clasele celui animal sunt acceptate în prezent, cu unele excepții și reorganizări. Acesta a fost împărțit de Linnaeus în șase clase. În a zecea ediție din 1758, acestea au fost:
- Classis 1. Mammalia
- Classis 2. Aves
- Classis 3. Amphibia
- Classis 4. Pisces
- Classis 5. Insecta
- Classis 6. Vermes

### Regnul vegetal
Plantele au fost clasificate după un caracter sexual, de exemplu: numărul staminelor, tipul acestora : 
- Classis 1. Monandria: flori cu 1 stamină
- Classis 2. Diandria: flori cu 2 stamine
- Classis 3. Triandria: flori cu 3 stamine
- Classis 4. Tetrandria: flori cu 4 stamine
- Classis 5. Pentandria: flori cu 5 stamine
- Classis 6. Hexandria: flori cu 6 stamine
- Classis 7. Heptandria: flori cu 7 stamine
- Classis 8. Octandria: flori cu 8 stamine
- Classis 9. Enneandria: flori cu 9 stamine
- Classis 10. Decandria: flori cu 10 stamine
- Classis 11. Dodecandria: flori cu 11 stamine
- Classis 12. Icosandria: flori cu  20 (și peste) stamine
- Classis 13. Polyandria: flori cu mai multe stamine, inserate pe receptacul
- Classis 14. Didynamia: flori cu 4 stamine, 2 lungi și 2 scurte
- Classis 15. Tetradynamia:flori cu 6 stamine, 4 lungi și 2 scurte
- Classis 16. Monadelphia; flori cu antere separate, dar cu filamente unite (la bază)
- Classis 17. Diadelphia; flori cu stamine unite, dar separate în 2 grupri
- Classis 18. Polyadelphia; flori cu stamine unite, dar separate în mai multe grupuri
- Classis 19. Syngenesia; flori cu 5 stamine unite, antere
- Classis 20. Gynandria; flori cu stamine unite de pistil
- Classis 21. Monoecia: plante monoice
- Classis 22. Dioecia: plante dioice
- Classis 23. Polygamia: plante
- Classis 24. Cryptogamia: alge, ferigi, briofite, fungi

### Regnul mineral
Clasificarea linneană a mineralelor practic nu se utilizează în prezent:
- Classis 1. Petræ
- Classis 2. Mineræ
- Classis 3. Fossilia
- Classis 4. Vitamentra